# Distrito electoral local 3 de Morelos
El III Distrito Electoral Local de Morelos es uno de los 12 distritos electorales locales del estado de Morelos para la elección de diputados locales. Su cabecera es la ciudad de Tepoztlán.

## Historia

### Tepoztlán como cabecera distrital

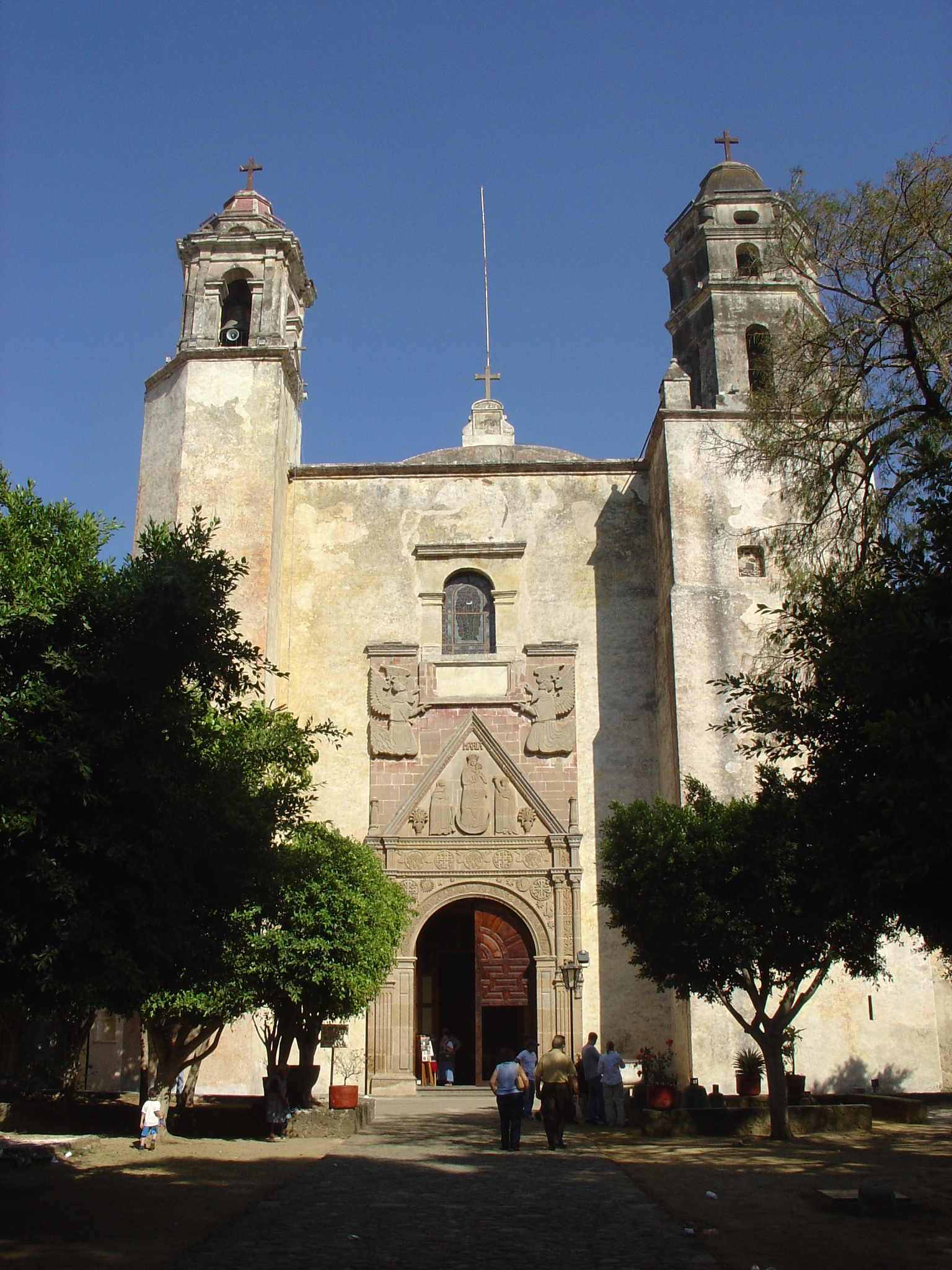
Tepoztlán sede del consejo distrital.

De 1869 a 1892 Tepoztlán no era cabecera distrital. Para el periodo de 1892 a 1912 con nueve distritos existentes Tepoztlán fue el II Distrito. De 1912 a 1913, el Congreso brevemente se extendió a once distritos, permaneciendo Tepoztlán como el II Distrito.
El 29 de agosto de 2017 el Consejo General del Instituto Nacional Electoral (INE) aprobó los distritos electorales uninominales locales y sus respectivas cabeceras distritales de Morelos, que entraron en vigor para las elecciones estatales de Morelos de 2018. Con esta reforma, después de un siglo, Tepoztlán vuelve a ser cabecera distrital, ahora del III Distrito.

## Demarcación territorial
Este distrito está integrado por un total de seis municipios, que son los siguientes:
- Cuernavaca, integrado por 33 secciones electorales.
- Huitzilac, integrado por 11 secciones electorales.
- Tepoztlán, integrado por 19 secciones electorales.
- Tlalnepantla, integrado por 4 secciones electorales.
- Tlayacapan, integrado por 9 secciones electorales.
- Totolapan, integrado por 7 secciones electorales.

## Diputados por el distrito
- LIV Legislatura (2018-2021)
  - José Casas González (MORENA).[4]
- LV Legislatura (2021-2024)
  - Ulises Pardo Bastida (MORENA).[5]